# فيرنر بيتز
فيرنر بيتز (بالألمانية: Werner Betz)‏ (و. 1953  م) هو راكب دراجة هوائية ألماني.

## روابط خارجية
- فيرنر بيتز على موقع أرشيف الدراجات (الإنجليزية)
- فيرنر بيتز على موقع إحصائيات الدراجات الإحترافية (الإنجليزية)